# Celebesspookdieren
Celebesspookdieren (Tarsius) zijn een geslacht van spookdiertjes (familie Tarsiidae). De wetenschappelijke naam van het geslacht werd in 1780 gepubliceerd door Gottlieb Conrad Christian Storr. De naam is afgeleid van het woord tarsus (=enkelbot) en verwijst naar de opvallend grote lengte van dit bot bij spookdieren.

## Taxonomie
Er worden 12 soorten tot dit geslacht gerekend:
- Geslacht: Tarsius (Celebesspookdieren)
  - Soort: Tarsius dentatus – Noordelijk celebesspookdier  – (G.S. Miller & Hollister, 1921)
  - Soort: Tarsius fuscus – (G. Fischer, 1804)
  - Soort: Tarsius lariang – (Merker & Groves, 2006)
  - Soort: Tarsius niemitzi – (Shekelle, et al., 2019)
  - Soort: Tarsius pelengensis – Pelengspookdier – (Sody, 1949)
  - Soort: Tarsius pumilus – Dwergspookdier – (G.S. Miller & Hollister, 1921)
  - Soort: Tarsius sangirensis – Sangihespookdier – (A.B. Meyer, 1897)
  - Soort: Tarsius spectrumgurskyae – (Shekelle, et al., 2017)
  - Soort: Tarsius supriatnai – (Shekelle, et al., 2017)
  - Soort: Tarsius tarsier – Celebesspookdier – (Erxleben, 1777)
  - Soort: Tarsius tumpara – (Shekelle, et al., 2008)
  -  Soort: Tarsius wallacei – (Merker, et al., 2010)